# Chriolepis lepidota
 Chriolepis lepidota és una espècie de peix de la família dels gòbids i de l'ordre dels cipriniformes que es troba a l'Illa Malpelo (Colòmbia).